# Campeonato Paulista de Futebol de 2024 - Segunda Divisão
A Segunda Divisão do Campeonato Paulista de Futebol de 2024 e por motivos de patrocínio denominada como Paulista Sub-23 Segunda Divisão Sicredi, foi a 14.ª edição da competição de futebol, equivalente ao quinto escalão do estado com organização da Federação Paulista de Futebol. O torneio retorna após 20 anos de sua última disputa, no ano de 2004.
O campeonato contará com 3 fases disputadas por 17 equipes com início previsto em 21 de abril e a data da final em 29 de setembro. Os times são formados exclusivamente por jogadores sub-23. 

## Equipes participantes
As 17 equipes participantes do torneio foram definidas após reuniões do Conselho Técnico (formado por dirigentes dos clubes e representantes da FPF) e atendem a critérios mínimos, como a capacidade mínima do estádio de 4.000 lugares e o clube estar adimplente junto a FPF. 
| Equipe             | Cidade          | Participações | Títulos  | Ref.  |
| ------------------ | --------------- | ------------- | -------- | ----- |
| Araçatuba          | Araçatuba       | Estreante     | —        | [ 3 ] |
| Atlético Mogi      | Mogi das Cruzes | Estreante     | —        | [ 3 ] |
| Barcelona          | São Paulo       | 1             | —        | [ 3 ] |
| Colorado Caieiras  | Caieiras        | Estreante     | —        | [ 3 ] |
| ECUS               | Suzano          | 4             | 1 (2002) | [ 3 ] |
| Fernandópolis      | Fernandópolis   | Estreante     | —        | [ 3 ] |
| Flamengo-SP        | Guarulhos       | 3             | 1 (1999) | [ 3 ] |
| Inter de Bebedouro | Bebedouro       | Estreante     | —        | [ 3 ] |
| Manthiqueira       | Guaratinguetá   | Estreante     | —        | [ 3 ] |
| Mauá               | Mauá            | Estreante     | —        | [ 3 ] |
| Mauaense           | Mauá            | Estreante     | —        | [ 3 ] |
| Olímpia            | Olímpia         | Estreante     | —        | [ 3 ] |
| Paulista           | Jundiaí         | Estreante     | —        | [ 3 ] |
| São Carlos         | São Carlos      | Estreante     | —        | [ 3 ] |
| Tanabi             | Tanabi          | 4             | —        | [ 3 ] |
| Tupã               | Tupã            | Estreante     | —        | [ 3 ] |
| União Mogi         | Mogi das Cruzes | 1             | —        | [ 3 ] |

## Primeira fase
Inicialmente as equipes foram divididas em 3 grupos regionalizados. 

### Grupo 1
| Pos | Equipe             | Pts | J  | V | E | D | GP | GC | SG  | Classificado |     | TUP | AEA | IBE | TAN | OLI | FFC |
| --- | ------------------ | --- | -- | - | - | - | -- | -- | --- | ------------ | --- | --- | --- | --- | --- | --- | --- |
| 1   | Tupã               | 22  | 10 | 7 | 1 | 2 | 17 | 10 | +7  | Próxima fase |     | —   | 2–2 | 2–1 | 3–1 | 2–0 | 2–0 |
| 2   | Araçatuba          | 19  | 10 | 5 | 4 | 1 | 10 | 4  | +6  | Próxima fase |     | 3–1 | —   | 1–0 | 1–0 | 0–0 | 2–0 |
| 3   | Inter de Bebedouro | 18  | 10 | 6 | 0 | 4 | 13 | 7  | +6  | Próxima fase |     | 0–1 | 0–1 | —   | 1–0 | 2–1 | 2–1 |
| 4   | Tanabi             | 13  | 10 | 4 | 1 | 5 | 13 | 9  | +4  | Próxima fase |     | 0–1 | 1–0 | 0–1 | —   | 1–1 | 4–1 |
| 5   | Olímpia            | 9   | 10 | 2 | 3 | 5 | 9  | 15 | −6  |              |     | 1–2 | 0–0 | 0–2 | 0–2 | —   | 2–1 |
| 6   | Fernandópolis      | 1   | 10 | 1 | 1 | 8 | 8  | 25 | −17 |              | 2–1 | 0–0 | 0–4 | 0–4 | 3–4 | —   |     |

No começo do campeonato o Fernandópolis perdeu 3 pontos por escalação irregular. 

### Grupo 2
| Pos | Equipe            | Pts | J | V | E | D | GP | GC | SG  | Classificado |  | SCA | PTA | FLA | CCA | BEC |
| --- | ----------------- | --- | - | - | - | - | -- | -- | --- | ------------ |  | --- | --- | --- | --- | --- |
| 1   | São Carlos        | 15  | 8 | 4 | 3 | 1 | 11 | 5  | +6  | Próxima fase |  | —   | 1–1 | 3–1 | 1–1 | 3–0 |
| 2   | Paulista          | 14  | 8 | 4 | 2 | 2 | 16 | 5  | +11 | Próxima fase |  | 1–0 | —   | 2–3 | 0–0 | 6–0 |
| 3   | Flamengo-SP       | 13  | 8 | 4 | 1 | 3 | 18 | 8  | +10 | Próxima fase |  | 1–2 | 0–1 | —   | 4–0 | 6–0 |
| 4   | Colorado Caieiras | 13  | 8 | 3 | 4 | 1 | 4  | 5  | −1  | Próxima fase |  | 0–0 | 1–0 | 0–0 | —   | 1–0 |
| 5   | Barcelona         | 0   | 8 | 0 | 0 | 8 | 0  | 26 | −26 |              |  | 0–1 | 0–5 | 0–3 | 0–1 | —   |

### Grupo 3
| Pos | Equipe        | Pts | J  | V | E | D | GP | GC | SG  | Classificado |     | ECS | MAU | GEM | MAN  | UMO | AMO |
| --- | ------------- | --- | -- | - | - | - | -- | -- | --- | ------------ | --- | --- | --- | --- | ---- | --- | --- |
| 1   | ECUS          | 23  | 10 | 7 | 2 | 1 | 14 | 4  | +10 | Próxima fase |     | —   | 0–2 | 2–1 | 3–0* | 2–0 | 2–0 |
| 2   | Mauá          | 17  | 10 | 4 | 5 | 1 | 12 | 8  | +4  | Próxima fase |     | 0–0 | —   | 1–1 | 3–1  | 0–0 | 1–0 |
| 3   | Mauaense      | 15  | 10 | 4 | 3 | 3 | 20 | 12 | +8  | Próxima fase |     | 1–1 | 2–0 | —   | 5–1  | 3–0 | 4–0 |
| 4   | Manthiqueira  | 11  | 10 | 3 | 2 | 5 | 17 | 24 | −7  | Próxima fase |     | 0–2 | 2–2 | 4–2 | —    | 1–2 | 1–0 |
| 5   | União Mogi    | 9   | 10 | 2 | 3 | 5 | 9  | 14 | −5  |              |     | 0–1 | 0–1 | 3–1 | 2–2  | —   | 1–1 |
| 6   | Atlético Mogi | 2   | 10 | 1 | 3 | 6 | 8  | 18 | −10 |              | 0–1 | 2–2 | 0–0 | 3–5 | 2–1  | —   |     |

## Segunda fase

### Grupo 4
| Pos | Equipe      | Pts | J | V | E | D | GP | GC | SG | Classificado   |  | FLA | TUP | TAN | MAU |
| --- | ----------- | --- | - | - | - | - | -- | -- | -- | -------------- |  | --- | --- | --- | --- |
| 1   | Flamengo-SP | 13  | 6 | 4 | 1 | 1 | 11 | 6  | +5 | Próxima fase   |  | —   | 2–1 | 2–1 | 2–2 |
| 2   | Tupã        | 10  | 6 | 3 | 1 | 2 | 9  | 8  | +1 | Próxima fase   |  | 1–4 | —   | 2–0 | 2–0 |
| 3   | Tanabi      | 6   | 6 | 2 | 0 | 4 | 4  | 6  | −2 | Índice Técnico |  | 1–0 | 0–1 | —   | 2–0 |
| 4   | Mauá        | 5   | 6 | 1 | 2 | 3 | 5  | 9  | −4 |                |  | 0–1 | 2–2 | 1–0 | —   |

### Grupo 5
| Pos | Equipe            | Pts | J | V | E | D | GP | GC | SG | Classificado   |  | AEA | CCA | SCA | GEM |
| --- | ----------------- | --- | - | - | - | - | -- | -- | -- | -------------- |  | --- | --- | --- | --- |
| 1   | Araçatuba         | 13  | 6 | 4 | 1 | 1 | 7  | 4  | +3 | Próxima fase   |  | —   | 2–1 | 1–0 | 1–1 |
| 2   | Colorado Caieiras | 9   | 6 | 3 | 0 | 3 | 6  | 5  | +1 | Próxima fase   |  | 2–0 | —   | 1–0 | 0–1 |
| 3   | São Carlos        | 7   | 6 | 2 | 1 | 3 | 8  | 4  | +4 | Índice Técnico |  | 0–1 | 2–1 | —   | 6–0 |
| 4   | Mauaense          | 5   | 6 | 1 | 2 | 3 | 2  | 10 | −8 |                |  | 0–2 | 0–1 | 0–0 | —   |

### Grupo 6
| Pos | Equipe             | Pts | J | V | E | D | GP | GC | SG  | Classificado |     | IBE | PTA | ECS | MAN |
| --- | ------------------ | --- | - | - | - | - | -- | -- | --- | ------------ | --- | --- | --- | --- | --- |
| 1   | Inter de Bebedouro | 16  | 6 | 5 | 1 | 0 | 13 | 5  | +8  | Próxima fase |     | —   | 1–0 | 1–1 | 3–2 |
| 2   | Paulista           | 10  | 6 | 3 | 1 | 2 | 12 | 5  | +7  | Próxima fase |     | 1–2 | —   | 1–1 | 5–0 |
| 3   | ECUS               | 5   | 6 | 1 | 2 | 3 | 7  | 8  | −1  |              |     | 0–3 | 1–2 | —   | 4–0 |
| 4   | Manthiqueira       | 3   | 6 | 1 | 0 | 5 | 4  | 18 | −14 |              | 1–3 | 0–3 | 1–0 | —   |     |

## Fase Final
Em itálico, as equipes que possuem o mando de campo no primeiro jogo. Em negrito, os classificados.
| Promovidos para a Série A4 de 2025 |

|  | Quartas de final   | Quartas de final  | Quartas de final  | Quartas de final  |   |                      | Semifinais        | Semifinais        | Semifinais        | Semifinais        |  |          | Final              | Final              | Final              | Final              |  |  |
|  | 10 e 17 de agosto  | 10 e 17 de agosto | 10 e 17 de agosto | 10 e 17 de agosto |   |                      | 24 e 31 de agosto | 24 e 31 de agosto | 24 e 31 de agosto | 24 e 31 de agosto |  |          | 7 e 14 de setembro | 7 e 14 de setembro | 7 e 14 de setembro | 7 e 14 de setembro |  |  |
|  |                    |                   |                   |                   |   |                      |                   |                   |                   |                   |  |          |                    |                    |                    |                    |  |  |
|  | Inter de Bebedouro | 0                 | 1                 | 1                 |   |                      |                   |                   |                   |                   |  |          |                    |                    |                    |                    |  |  |
|  | Tanabi             | 0                 | 1                 | 1                 |   |                      |                   |                   |                   |                   |  |          |                    |                    |                    |                    |  |  |
|  | Tanabi             | 0                 | 1                 | 1                 |   | Inter de Bebedouro 1 | 0                 | 0                 | 0                 |                   |  |          |                    |                    |                    |                    |  |  |
|  |                    |                   |                   |                   |   | Inter de Bebedouro 1 | 0                 | 0                 | 0                 |                   |  |          |                    |                    |                    |                    |  |  |
|  |                    | Paulista          | 1                 | 3                 | 4 |                      |                   |                   |                   |                   |  |          |                    |                    |                    |                    |  |  |
|  | Flamengo-SP        | Paulista          | 1                 | 3                 | 4 | 1                    | 0                 | 1                 |                   |                   |  |          |                    |                    |                    |                    |  |  |
|  | Flamengo-SP        |                   |                   |                   |   | 1                    | 0                 | 1                 |                   |                   |  |          |                    |                    |                    |                    |  |  |
|  | Paulista           | 2                 | 0                 | 2                 |   |                      |                   |                   |                   |                   |  |          |                    |                    |                    |                    |  |  |
|  | Paulista           | 2                 | 0                 | 2                 |   |                      |                   |                   |                   |                   |  | Paulista | 4                  | 1                  | 5                  |                    |  |  |
|  |                    |                   |                   |                   |   |                      |                   |                   |                   |                   |  | Paulista | 4                  | 1                  | 5                  |                    |  |  |
|  |                    | Colorado Caieiras | 0                 | 0                 | 0 |                      |                   |                   |                   |                   |  |          |                    |                    |                    |                    |  |  |
|  | Araçatuba          | Colorado Caieiras | 0                 | 0                 | 0 | 1                    | 3                 | 4                 |                   |                   |  |          |                    |                    |                    |                    |  |  |
|  | Araçatuba          |                   |                   |                   |   | 1                    | 3                 | 4                 |                   |                   |  |          |                    |                    |                    |                    |  |  |
|  | São Carlos         | 0                 | 1                 | 1                 |   |                      |                   |                   |                   |                   |  |          |                    |                    |                    |                    |  |  |
|  | São Carlos         | 0                 | 1                 | 1                 |   | Araçatuba 1          | 1                 | 0                 | 1                 |                   |  |          |                    |                    |                    |                    |  |  |
|  |                    |                   |                   |                   |   | Araçatuba 1          | 1                 | 0                 | 1                 |                   |  |          |                    |                    |                    |                    |  |  |
|  |                    | Colorado Caieiras | 2                 | 3                 | 5 |                      |                   |                   |                   |                   |  |          |                    |                    |                    |                    |  |  |
|  | Tupã               | Colorado Caieiras | 2                 | 3                 | 5 | 1                    | 1                 | 2                 |                   |                   |  |          |                    |                    |                    |                    |  |  |
|  | Tupã               |                   |                   |                   |   | 1                    | 1                 | 2                 |                   |                   |  |          |                    |                    |                    |                    |  |  |
|  | Colorado Caieiras  | 3                 | 0                 | 3                 |   |                      |                   |                   |                   |                   |  |          |                    |                    |                    |                    |  |  |

1Red Bull Bragantino II e SKA Brasil desistiram de disputar a Série A3 e Série A4 respectivamente, com isso os eliminados da semifinal herdaram as vagas para disputarem a Série A4 em 2025.

## Estatísticas

### Artilharia
| Gols | Jogador          | Equipe             |
| ---- | ---------------- | ------------------ |
| 9    | Vinicius Caveira | Paulista           |
| 8    | Gustavão         | Araçatuba          |
| 7    | Luãn             | Flamengo-SP        |
| 7    | Mosquito         | Mauá               |
| 7    | Rodrigo Alves    | Manthiqueira       |
| 6    | Gledson          | Flamengo-SP        |
| 6    | Marcelo Maçola   | Tupã               |
| 6    | Vinicius Almeida | Inter de Bebedouro |
| 5    | Carlos Eduardo   | Tanabi             |
| 5    | Christopher      | Paulista           |
| 5    | Kayque Guedes    | Tupã               |
| 5    | Leonardo Almeida | Araçatuba          |
| 5    | Léo Souza        | Paulista           |

### Maiores Públicos
Estes são os dez maiores públicos do campeonato:
| N.º | Público | Mandante  | Placar | Visitante          | Estádio           | Data             | Ref.   |
| --- | ------- | --------- | ------ | ------------------ | ----------------- | ---------------- | ------ |
| 1   | 7 399   | Paulista  | 1-0    | Colorado Caieiras  | Jayme Cintra      | 14/09/2024 16:00 | [ 9 ]  |
| 2   | 6 501   | Araçatuba | 0-3    | Colorado Caieiras  | Adhemar de Barros | 31/08/2024 15:00 | [ 10 ] |
| 3   | 4 456   | Araçatuba | 3-1    | São Carlos         | Adhemar de Barros | 17/08/2024 15:00 | [ 11 ] |
| 4   | 4 024   | Araçatuba | 2-1    | Colorado Caieiras  | Adhemar de Barros | 06/07/2024 15:00 | [ 12 ] |
| 5   | 3 778   | Araçatuba | 1-0    | São Carlos         | Adhemar de Barros | 13/07/2024 15:00 | [ 13 ] |
| 6   | 3 775   | Araçatuba | 3-1    | Tupã               | Adhemar de Barros | 25/05/2024 15:00 | [ 14 ] |
| 7   | 3 567   | Araçatuba | 1-0    | Inter de Bebedouro | Adhemar de Barros | 15/06/2024 15:00 | [ 15 ] |
| 8   | 3 283   | Araçatuba | 1-0    | Tanabi             | Adhemar de Barros | 18/05/2024 15:00 | [ 16 ] |
| 9   | 2 847   | Araçatuba | 1-1    | Mauaense           | Adhemar de Barros | 03/08/2024 15:00 | [ 17 ] |
| 10  | 3 137   | Araçatuba | 0-0    | Olímpia            | Adhemar de Barros | 04/05/2024 15:00 | [ 18 ] |

### Menores Públicos
Estes são os dez menores públicos do campeonato:
| N.º | Público | Mandante          | Placar | Visitante    | Estádio           | Data             | Ref.   |
| --- | ------- | ----------------- | ------ | ------------ | ----------------- | ---------------- | ------ |
| 1   | 18      | Manthiqueira      | 2-2    | Mauá         | Dario Rodrigues   | 01/06/2024 15:00 | [ 19 ] |
| 2   | 24      | Mauaense          | 5-1    | Manthiqueira | Pedro Benedetti   | 18/05/2024 15:00 | [ 20 ] |
| 3   | 29      | Mauá              | 0-0    | União Mogi   | Pedro Benedetti   | 22/06/2024 15:00 | [ 21 ] |
| 4   | 31      | Manthiqueira      | 1-2    | União Mogi   | Dario Rodrigues   | 11/05/2024 15:00 | [ 22 ] |
| 5   | 32      | Colorado Caieiras | 0-1    | Mauaense     | Carlos Ferracini  | 13/07/2024 15:00 | [ 23 ] |
| 6   | 33      | Mauá              | 1-0    | Tanabi       | Pedro Benedetti   | 06/07/2024 15:00 | [ 24 ] |
| 7   | 35      | Atlético Mogi     | 0-1    | ECUS         | Francisco Ribeiro | 22/06/2024 15:00 | [ 25 ] |
| 8   | 37      | Manthiqueira      | 4-2    | Mauaense     | Dario Rodrigues   | 22/06/2024 15:00 | [ 26 ] |
| 9   | 38      | Mauaense          | 0-0    | São Carlos   | Pedro Benedetti   | 27/07/2024 10:00 | [ 27 ] |
| 10  | 40      | Colorado Caieiras | 1-0    | São Carlos   | Carlos Ferracini  | 29/06/2024 15:00 | [ 28 ] |

## Classificação geral
| Pos | Equipe             | Pts | J  | V  | E | D  | GP | GC | SG  | Classificação ou descenso                                   |
| --- | ------------------ | --- | -- | -- | - | -- | -- | -- | --- | ----------------------------------------------------------- |
| 1   | Paulista           | 40  | 20 | 12 | 4 | 4  | 39 | 11 | +28 | Campeão e classificado para a Série A4 2025                 |
| 2   | Colorado Caieiras  | 31  | 20 | 9  | 4 | 7  | 18 | 18 | 0   | Vice-campeão e classificado para a Série A4 2025            |
| 3   | Araçatuba          | 38  | 20 | 11 | 5 | 4  | 22 | 14 | +8  | Eliminado na semifinal e classificado para a Série A4 20251 |
| 4   | Inter de Bebedouro | 36  | 20 | 11 | 3 | 6  | 27 | 17 | +10 | Eliminado na semifinal e classificado para a Série A4 20251 |
| 5   | Tupã               | 35  | 18 | 11 | 2 | 5  | 28 | 21 | +7  | Eliminado nas quartas de final                              |
| 6   | Flamengo-SP        | 27  | 16 | 8  | 3 | 5  | 30 | 16 | +14 | Eliminado nas quartas de final                              |
| 7   | São Carlos         | 22  | 16 | 6  | 4 | 6  | 20 | 13 | +7  | Eliminado nas quartas de final                              |
| 8   | Tanabi             | 21  | 18 | 6  | 3 | 9  | 18 | 16 | +2  | Eliminado nas quartas de final                              |
| 9   | ECUS               | 26  | 16 | 8  | 2 | 6  | 21 | 12 | +9  | Eliminado na segunda fase                                   |
| 10  | Mauá               | 22  | 16 | 5  | 7 | 4  | 17 | 17 | 0   | Eliminado na segunda fase                                   |
| 11  | Mauaense           | 20  | 16 | 5  | 5 | 6  | 22 | 22 | 0   | Eliminado na segunda fase                                   |
| 12  | Manthiqueira       | 14  | 16 | 4  | 2 | 10 | 21 | 42 | −21 | Eliminado na segunda fase                                   |
| 13  | União Mogi         | 9   | 10 | 2  | 3 | 5  | 9  | 14 | −5  | Eliminado na primeira fase                                  |
| 14  | Olímpia            | 9   | 10 | 2  | 3 | 5  | 9  | 15 | −6  | Eliminado na primeira fase                                  |
| 15  | Atlético Mogi      | 2   | 10 | 1  | 3 | 6  | 8  | 18 | −10 | Eliminado na primeira fase                                  |
| 16  | Fernandópolis      | 1   | 10 | 1  | 1 | 8  | 8  | 25 | −17 | Eliminado na primeira fase                                  |
| 17  | Barcelona          | 0   | 8  | 0  | 0 | 8  | 0  | 26 | −26 | Eliminado na primeira fase                                  |

1Red Bull Bragantino II e SKA Brasil desistiram de disputar a Série A3 e Série A4 respectivamente, com isso os eliminados da semifinal herdaram as vagas para disputarem a Série A4 em 2025.